# ميك أنتوني (نقابي)
ميك أنتوني (بالإنجليزية: Mick Cash)‏ هو نقابي بريطاني، ولد في 17 فبراير 1960.